# Nikolaj Žirov
Nikolaj Žirov (...) è un ex bobbista sovietico.

## Biografia
Viene ricordato come vincitore di una medaglia di bronzo nella sua disciplina, vittoria avvenuta ai Campionati mondiali di bob 1985 (edizione tenutasi a Cervinia, Italia) insieme al connazionale Zintis Ėkmanis. Nell'edizione l'oro e l'argento andarono alle nazionali tedesche.

## Palmarès

### Mondiali
- 1 medaglia:
  - 1 bronzo (bob a due a Cervinia 1985).